# Langwerd
Langwerd (Fries: Langwert) is een weg en voormalige buurtschap in de gemeente Waadhoeke, in de Nederlandse provincie Friesland. De buurtschap lag tussen Winsum en Oosterlittens. 

## Geschiedenis
Langwerd is ontstaan op een terp die stamt uit de midden-ijzertijd, ergens tussen 500 tot 250 jaar voor de start van de christelijke jaartelling. Anders dan bijvoorbeeld bij de terp van Weakens werden er bij Langwerd woonsporen tot aan de moderne tijd gevonden. De terp werd voor een groot gedeelte afgegraven, zoals veel terpen eind 19e en begin 20e eeuw. Anno 2024 staat er een boerderij op het restant van de terp.
Bij archeologisch onderzoek in 1976 werd er Romeins aardewerk gevonden in de terp, wijzend op contact met de Romeinen. Langwerd ligt niet ver van de terp Bruggeburen, die rond het begin van de jaartelling een belangrijke plek was waar de Friezen en Romeinen contact met elkaar hadden.
De oudste vermelding van de plaats is mogelijk in 1400 als Lanwerd. Andere vermeldingen waren Lang(h)wert in 1511, Langwerdt in 1664 en Langwert rond 1700, wat tevens de moderne Friese spelling is. De plaatsnaam duidt op een lange 'werth', waarschijnlijk een terp.

## Geografie
Langwerd ligt in de Meamerter Polder, genoemd naar de voormalige buurtschap Memerd. In 2021 vond een grenscorrectie plaats, waarbij een deel van het dorpsgebied van Oosterlittens, met daarin de weg Langwert, werd toegevoegd aan het dorpsgebied van Winsum. De grens liep oorspronkelijk op de Weakenserdyk. De Nieuwe Encyclopedie van Fryslân duidde Langwerd ten onrechte aan als buurtschappen van zowel Winsum als Oosterlittens.
Tot 1984 lag Langwerd in de gemeente Baarderadeel. Daarna lag de plaats in de gemeente Littenseradeel, die in 2018 opging in de gemeente Leeuwarden en vanaf 2021 vanwege de grenscorrectie in de gemeente Waadhoeke. 
De protestants christelijke streekgemeente Lank Meamert die ontstond in 2006 bij het samenvoegen van de Hervormde gemeenten van Winsum, Baard en Easterlittens is een samentrekking van de terpen Langwerd, Hokwerd en Memerd (Meamert).

## Molen
Ten noordwesten van Langwerd staat de poldermolen Langwert, deze molen uit 1978 is genoemd naar de voormalige buurtschap. De molen staat op de plek van een in 1974 afgebrande molen.
Steden, dorpen en gehuchten: Achlum · Baijum · Beetgum · Beetgumermolen · Berlikum · Blessum · Boer · Boksum · Deinum · Dongjum · Dronrijp · Engelum · Firdgum · Franeker · Herbaijum · Hitzum · Klooster-Lidlum · Marssum · Menaldum · Minnertsga · Nij Altoenae · Oosterbierum · Oude Leije (klein deel) · Oudebildtzijl · Peins · Pietersbierum · Ried · Ritsumazijl · Schalsum · Schingen · Sexbierum · Sint Annaparochie · Sint Jacobiparochie · Slappeterp · Spannum · Tzum · Tzummarum · Vrouwenparochie · Welsrijp · Westhoek · Wier · Winsum · Zweins

Buurtschappen: Arkens · Bonkwerd · De Vlaren · Dijkshoek · Doijum · Fatum · Hatsum · Het Hooghout · Kie · Kiesterzijl · Kingmatille · Klooster Anjum · Koehool · Laakwerd · Lutjelollum · Miedum · Nieuwebildtzijl · Oosterend · Oosthoek · Rewerd (deels) · Roptazijl (deels) · Salverd · Schildum · Sopsum · Stad Niks · Tolsum · Tritzum · Tjeppenboer · Vrouwbuurtstermolen (deels) ·  Weakens · Westerend · Zwarte Haan

Voormalige buurtschappen:Barrum · De Kampen · De Poelen · Dijksterhuizen · Franjumerburen · Holprijp · Koum · Langwerd · Teetlum · Memerd · War 

Friesland: Steden en dorpen      Nederland: Provincies · Gemeenten